# Waiting for Guffman
Waiting for Guffman är en amerikansk mockumentär från 1996 i regi av Christopher Guest och skriven av Guest och Eugene Levy.
När invånarna i staden Blaine, Missouri, ska fira stadens 150-årsjubileum tar man hjälp av stadens store son, off-off-off-off-off-Broadway-regissören Corky St. Clair (Christopher Guest), för att skriva en pjäs om stadens historia. Pjäsen ska sedan framföras vid jubileet.
Till sin hjälp med pjäsen engagerar regissören ett antal av stadsborna som skådespelare. Dessa amatörskådespelare har alla drömmar om att få göra någonting annat än sina vanliga yrken, så de blir eld och lågor när de får höra att en teaterkritiker, mr Guffman, från New York ska komma och se deras pjäs.

## Rollista
- Christopher Guest - Corky St. Clair
- Fred Willard - Ron Albertson
- Catherine O'Hara - Shiela Albertson
- Eugene Levy - Dr. Allan Pearl
- Parker Posey - Libby Mae Brown
- Lewis Arquette - Clifford Wooley
- Matt Keeslar - Johnny Savage